# Електрет
Електретите са твърди аморфни или кристални вещества, които след поляризиране с външно електрическо поле могат продължително да запазват състоянието си на поляризация и следователно да създават електрическо поле в околното пространство. Електретите са аналог на постоянните магнити. В нормално състояние веществата в природата имат неутрален заряд. В определени случаи обаче те имат изразен повърхностен заряд – остатъчна поляризация. Подобно на постоянните магнити, някои вещества след обработка имат остатъчен постоянен електрически заряд – те биват наречени електрети.

## История
През 20-те години на миналия век японският физик Мототаро Егучи създава първия електрет от карнаубски восък, колофон и пчелен восък, както и приспособления за измерване на заряда. По време на фазовия преход от течно в твърдо състояние прилагал силно външно електрическо поле. След приключване на процеса енергията от полето се съхранила в материала.
По време на Втората световна война, американците залавят японски кораб и установяват, че телефонната връзка в него работи без захранващи източници. В микрофоните и слушалките нямало магнити и намотки. Всичко било изработено на база електрети.
След края на Втората световна война започва изследването и създаването на нови електрети, а същевременно тяхното приложение нараства. Получени са електрети от полимери като полиметил метакрилат, поливинил ацетат, полиамидна смола, а също и от органични и неорганични вещества като нафтален, сяра, магнезиев, цинков, калциев, бариев, бисмутов и стронциев титанати, стеатити и т.н.
През 1937 г. Георги Наджаков получава електрет от сяра, като въздействал на стопилката едновременно със светлина и електрическо поле. Полученият по този начин електрет имал заряди, които изчезвали на светлина. В тъмнина, зарядите се запазвали за няколко месеца. Г. Наджаков нарекъл получените от него електрети – фотоелектрети. На базата на множество негови открития бива създадена първата високоефективна, размножителна техника – ксероксът.
Опитите за получаване на ефективни електрети не спира и през 80-те години. В Институт по електропромишленост, група ентусиасти с ръководител Недялко Тенев, опитват да създадат електрети на база високомолекулни, епоксидни смоли. Резултатите нямат практическа стойност, като електрети, получените заряди са малки. Но те показват, че епоксидните смоли и вещества са едни от най-добрите и най-устойчивите високоволтови диелектрици с малка остатъчна поляризация и диелектрични загуби. Така се разработва широка гама от изолационни състави, използвани и до днес.

## Приложение
Приложението и гамата на електретите се увеличава всяка година. В някои приложения, те са незаменими. Използват се за микрофони, генератори на електрическо поле и високо напрежение, газови филтри, дозиметри и друга измервателна техника.